# Thebe (måne)
Thebe er en af planeten Jupiters måner: Den blev opdaget 5. marts 1979 ved hjælp af rumsonden Voyager 1, og kendes også under betegnelsen Jupiter XIV. Lige efter opdagelsen fik den den midlertidige betegnelse S/1979 J 2, men i 1983 vedtog den Internationale Astronomiske Union at opkalde den efter nymfen Thebe fra den græske mytologi. Man har siden opdaget at den allerede blev fotograferet 27. februar 1979, men ikke opdaget ved den lejlighed.
Overfladen præges af mindst tre eller fire kratere af en anseelig størrelse i forhold til månens egen størrelse.
Thebe hører til den såkaldte Amalthea-gruppe, som omfatter de fire Jupiter-måner der er tættest på Jupiter. Gruppen har navn efter sit største medlem; månen Amalthea.